# Есень-Платформа
Есе́нь-Платфо́рма — пасажирський зупинний пункт Ужгородської дирекції Львівської залізниці.
Розташований у селі Тисауйфалу Ужгородського району Закарпатської області між станцією Есень та зупинним пунктом Мінеральне.